# Golubak
Golubak je uzvisina iznad Zenice. Najviša kota je na 406 metara nadmorske visine. Nalazi se sa zapadne strane. Okružuju ju Briznik, Mala Broda, Krivače i Zenica.
Potječe iz miocena i nalazi se do aluvijskog dijela na kojem se većim dijelom nalazi grad Zenica, do uskog pojasa glavne ugljene zone (gline, pješčenjaci i lapori),u povlatnoj vapnenačkoj zoni s povlatnim slojevima ugljena.